# 경기 과열
경기 과열(景氣過熱)은 경제 제사상(諸事象)의 상태인 경기가 이상하리만큼 상승을 계속하는 상태이다. 그 나라의 경제적 기반으로 보아 경기에는 일정한 상한·하한이 그어지는 것인데, 그 상한에서의 말기적 상태이며 국제수지의 악화나 급격한 인플레이션 등의 현상이 나타난다.

## 같이 보기
- 거품 경제